# Besloten Venen

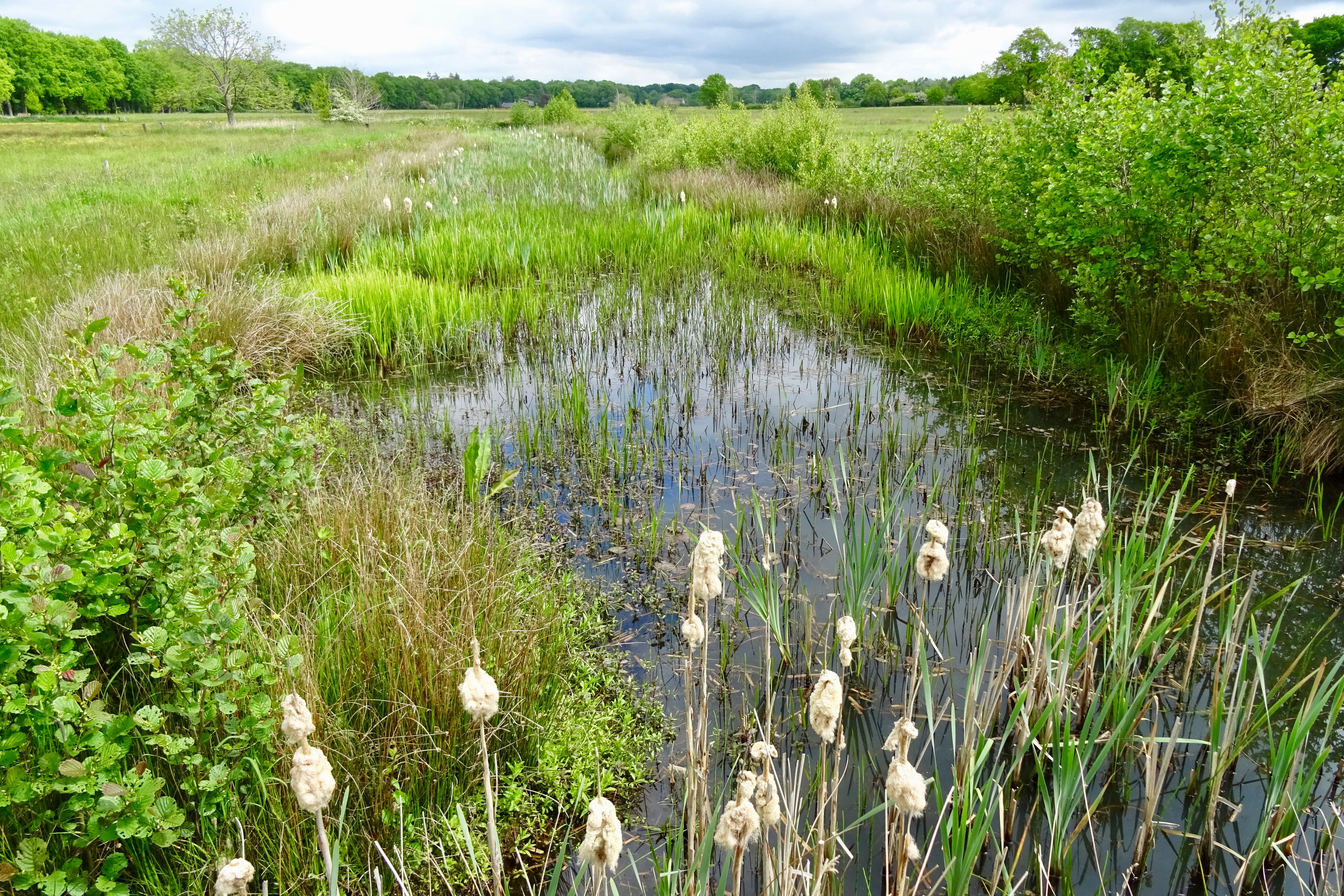
De Beslotenvenen anno 2020

De Besloten Venen (ook: Besloten Veen) is een ongeveer 14 hectare groot weidegebied tussen Noordlaren en Glimmen. Het gebied ligt tussen De Poll in het noordwesten en het Noordlaarderbos in het zuiden. Delen ervan vormen onderdeel van het landgoed Blankenborgh. 
De Besloten Venen is een van de twee doorbraakdalen door de Hondsrug (de andere is het Voorste Diep, tussen Ees en Borger). Door de relatieve slechte afwatering ontstond hier een veengebied van zo'n 400 meter breed. Het dal loopt door tot de Lageweg bij Vogelzang. Het veen was als het ware opgesloten (besloten) door het zand van de Hondsrug.
De Besloten Venen heeft net als de Hunze haar oorsprong in een erosiedal dat ontstond door de Hondsrug aan het einde van het Saalien. In het Weichselien werden beide dalen opgevuld met dekzand en later ontstonden de Hunze en de Drentsche Aa als smeltstromen ten oosten en westen van de Besloten Venen. Op een gegeven ogenblik moet de Drentsche Aa door het dal zijn gebroken waardoor een verbinding ontstond met de Hunze. In de loop der tijd slipte de verbinding echter weer dicht, waarna het dal zich opvulde met plantenresten, die na verloop van tijd vergingen tot een veenpakket. Van het oorspronkelijke doorbraakdal bleef alleen een moeras over.
In de middeleeuwen vormde dit moeras een natuurlijke barrière tussen het noordelijker gelegen Gorecht en het zuidelijker gelegen Drenthe. Het vormde tevens de taalgrens tussen beide gebieden. Door het gebied liep een keileemrug ter hoogte van de huidige Zuidlaarderweg, die de enige verbinding door het gebied vormde tussen Groningen en Coevorden. Aan beide zijden van het dal werden in de middeleeuwen versterkingen gebouwd om deze doorgang te bewaken. Ten zuidoosten verrees het Bolwerk die mogelijk dezelfde is als de Nutspete of Mitspete die in de jaren 1230 wordt genoemd als versterking van de Drenthen. 
Begin 15e eeuw werd waarschijnlijk iets ten noorden van het Bolwerk aan zuidzijde van de Besloten Venen de versterking Blankeweer gebouwd. Aan noordzijde lagen op enkele kilometers afstand van het dal achtereenvolgens de versterkingen Huis te Glimmen (13e eeuw), Blankenvoorde (15e eeuw) en Weerdenbras (16e eeuw).
De Besloten Venen bestaan uit twee delen: De hogere delen aan noord- en zuidzijde bestaan uit veldpodzolgronden met lemig fijn zand en de lagere delen in het midden vormen moerige podzolgronden met een veenkoloniaal dek en moerige tussenlagen. In het verleden is er ook veen gewonnen in de Besloten Venen.
In 1962, 1969 en 1970 probeerde het bedrijf 'NV Meisner Zand Midlaren' uit Hoogkerk om bij de provincie Groningen een vergunning te krijgen om de Besloten Venen te mogen afgraven tot op een diepte van 20 meter. De gemeente Haren, de hervormde kerkgemeente Noordlaren en een aantal particulieren dienden hiertegen bezwaar in omdat ze het een landschappelijk fraai gebied vonden en ze gezien hadden wat eerdere zandafgravingen bij Yde en meer recentelijk bij Midlaren en het Paterswoldsemeer tot stand hadden gebracht. Dit leidde er uiteindelijk toe dat de zandafgravingen niet doorgingen.
Iets ten zuiden van de Besloten Venen lag tot in de 19e eeuw het Polmeer. Door bemaling veranderde dit meertje in een moeras. In 2005 werd het meertje weer uitgegraven door toedoen van de Noord-Nederlandse Golf- en Countryclub, Staatsbosbeheer en de familie Buist. Deze familie richtte op een deel van de Besloten Venen, Westerlanden en het Boerveld het landgoed Blanckenborch in. Het andere deel van de Besloten Venen is in handen van Staatsbosbeheer.
Door het gebied loopt een kleine sloot, die afwatert op de Drentsche Aa (in plaats van de Hunze zoals vroeger). Tussen 2015 en 2016 werd het beekdal door de Besloten Venen hersteld, waarmee de oude verbinding tussen de Drentsche Aa en de Hunze werd hersteld. De dijk langs de Drentsche Aa werd daarvoor doorstoken. Middels stuwen is het waterpeil in het gebied verhoogd. Het beekdal zelf werd weer uitgegraven om het dal zo te kunnen ontwikkelen tot een ecologische verbindingszone, waarbij de nieuwe beek ook buiten haar oevers kan treden.